# Phi (lettera)
Phi (Φ; φ o ϕ) è la ventunesima lettera dell'alfabeto greco, e nell'alfabeto etrusco era presente una lettera simile (𐌘) che però non entrò nell'alfabeto latino, che introdusse più tardi sotto influenza greca il suono della lettera ϕ con il digramma PH. Nel greco antico trascrive una consonante aspirata labiale sorda /pʰ/; nel greco moderno trascrive la fricativa labiodentale sorda /f/.

## Gli usi

### In matematica
- È usata, nella sua forma minuscola, in matematica come simbolo della sezione aurea, poiché è l'iniziale del nome greco dello scultore e architetto Fidia, il quale avrebbe consciamente utilizzato tale particolare proporzione nelle sue opere.
- In probabilità è generalmente usata per indicare la funzione di densità di probabilità della distribuzione normale, ma  anche per indicare la funzione caratteristica di una variabile casuale {\displaystyle X}.
- Nella sua forma φ, rappresenta la Funzione φ di Eulero, per calcolare, dato un numero n, quanti sono i numeri minori di n coprimi con n.
- La lettera maiuscola Φ indica i polinomi ciclotomici.
- Viene usata in algebra anche per rappresentare la forma bilineare su uno spazio vettoriale.

### In fisica
- È usata come simbolo del flusso di un vettore.
- È usata come simbolo dell'angolo di fase.

### In chimica
- È usata come simbolo del coefficiente di fugacità.

### In architettura
- Indica il diametro (Φ) dei ferri d'armatura.

### In meccanica
- La sua forma maiuscola (Φ) non è da confondere con il simbolo del diametro (Ø).

### In fonetica
- [ɸ] (simile alla lettera, ma con diversa codifica Unicode) è il simbolo usato nell'alfabeto fonetico internazionale per la consonante fricativa bilabiale sorda.

### In navigazione
- Rappresenta la latitudine di un punto sulla superficie terrestre.

### In economia
- Rappresenta il costo commissionale conseguito grazie ad un servizio offerto al cliente.

### In informatica
- Rappresenta la formula di Cardenas per la correzione della stima di errore nel calcolo dei costi di accesso in un DBMS.

### In filosofia
- Rappresenta la corrente di pensiero denominata filomazia, da Ipazia di Alessandria, a Pitagora, fino alle Accademie dei Filomati.

### In linguistica
- E in particolare nella grammatica generativa φ rappresenta i tratti di persona, numero, genere, e caso[1].

### In religione
- La sua forma maiuscola (Φ) rappresenta il logo del Portale dedicato alla figura di San Filippo d'Agira (Philippos), santo esorcista italo-greco, venerato sia dalla Chiesa cattolica che dalla Chiesa ortodossa.

### In politica

Logo de La France Insoumise.

- Nella sua forma φ è utilizzata come logo del partito politico francese La France Insoumise.

### In geologia
- È usata come simbolo per indicare la porosità di un materiale.

### In virologia
- La lettera maiuscola (Φ) è parte del nome di un batteriofago. (ΦX174)